# Wiciokrzew siny
Wiciokrzew siny (Lonicera caerulea L.) – gatunek rośliny z rodziny przewiertniowatych (Caprifoliaceae). Ma wiele odmian, które są szeroko rozprzestrzenione na półkuli północnej, głównie na obszarach o zimnym i umiarkowanym klimacie.

## Odmiany[4]
- Lonicera caerulea L. var. altaica Pall., syn. Lonicera altaica Pall.
- Lonicera caerulea L. var. cauriana (Fernald) B. Boivin, syn. Lonicera cauriana Fernald
- Lonicera caerulea L. var. dependens (Regel ex Dippel) Rehder, syn: Lonicera caeruleae dependens Regel ex Dippel, Lonicera stenantha Pojark.
- Lonicera caerulea L. var. edulis Turcz. ex Herder, syn: Lonicera edulis (Turcz. ex Herder) Turcz. ex Freyn, Lonicera turczaninowii Pojark.
- Lonicera caerulea L. var. emphyllocalyx (Maxim.) Nakai, syn: Lonicera emphyllocalyx Maxim
- Lonicera caerulea L. var. kamtschatica Sevast., syn. Lonicera kamtschatica (Sevast.) Pojark. – jagoda kamczacka
- Lonicera caerulea L. var. pallasii (Ledeb.) Cinovskis, syn: Lonicera caerulea subsp. pallasii (Ledeb.) Browicz, Lonicera pallasii Ledeb.
- Lonicera caerulea L. var. villosa (Michx.) Torr. & A. Gray

## Zastosowanie
Niektóre odmiany są uprawiane. W Polsce w uprawie znajduje się głównie odmiana Lonicera caerulea L. var. kamtschatica Sevast., znana pod nazwą jagody kamczackiej.